# 帕拉耶德
帕拉耶德（Palayad），是印度喀拉拉邦Kozhikode县的一个城镇。总人口16462（2001年）。

## 人口
该地2001年总人口16462人，其中男性8027人，女性8435人；0—6岁人口1578人，其中男792人，女786人；识字率82.83%，其中男性为86.86%，女性为79.00%。